# روشه کایمن
روشه کایمن (به لاتین: Roche Caiman) یک منطقهٔ مسکونی در سیشل است که در سیشل واقع شده‌است. روشه کایمن ۲٬۹۰۵ نفر جمعیت دارد.